# Ergül Miray Şahin
Ergül Miray Şahin (* 23. Dezember 1989 in Bursa) ist eine türkische Schauspielerin.

## Leben und Karriere
Ergül Miray Şahin wurde im Dezember 1989 in Bursa geboren. Sie studierte an der Universität Istanbul. Ihr Debüt gab sie 2006 in der Fernsehserie Sev Kardeşim. Danach spielte sie 2011 in Arka Sıradakiler mit. Unter anderem wurde sie 2012 für den Film El yazısı gecastet. Von 2013 bis 2015 war Şahin in der Serie Ötesiz İnsanlar zu sehen. 2015 trat sie in Gamsız Hayat auf.
Unter anderem bekam sie 2016 eine Rolle in Sevda Kusun Kanadında. Zwischen 2017 und 2018 setzte sie ihre Karriere in Yalaza fort. 2019 bekam Şahin in Vuslat eine Nebenrolle. Ihre nächste Nebenrolle bekam sie 2022 in der Serie Seversin. 2021 synchronisierte sie in dem Film Kuklalı Köşk 2: Orman Kaşifi einen Hauptcharakter.

## Filmografie
Filme
- 2012: El yazısı
- 2021: Kuklalı Köşk 2: Orman Kaşifi

Serien
- 2006: Sev Kardeşim
- 2011: Arka Sıradakiler
- 2013–2015: Ötesiz İnsanlar
- 2015: Gamsız Hayat
- 2016–2017: Sevda Kusun Kanadında
- 2017–2018: Yalaza
- 2019: Dengi Dengine
- 2019–2020: Vuslat
- 2020–2021: Sol Yanım
- 2021: Baş Belası
- 2022: Seversin
- 2023: Ateş Kuşları